# Capitaine Rex
Cet article concerne le soldat clone. Pour le droïde pilote RX-24 ou R-3X, voir Star Tours.
Personnage de fiction apparaissant dans
Star Wars.
Le capitaine Rex, matricule CT-7567, est un personnage de l'univers officiel de Star Wars. Originaire de la planète Kamino, il est fabriqué pour intégrer l'armée de soldats clones, dont les gènes ont été modifiés à partir de ceux du chasseur de primes Jango Fett. Sous le commandement du chevalier Jedi Anakin Skywalker et de sa padawan Ahsoka Tano, il a pour mission de servir la République galactique qui souhaite amener la paix dans la Galaxie. Juste avant la transformation de la République galactique en un Empire autoritaire, le capitaine Rex retire sa puce inhibitrice qui l'empêche d'exécuter l'Ordre 66, simule sa mort et part s'isoler. Plus tard, à l'initiative d'Ahsoka Tano, il rejoint un réseau de cellules rebelles dont il devient un élément important.
Le personnage est créé par George Lucas, le créateur de Star Wars, pour le film d'animation The Clone Wars et la série télévisée du même nom. Par la suite, le personnage intègre les séries Star Wars Rebels et The Bad Batch. C'est l'acteur américain Dee Bradley Baker qui prête sa voix au capitaine Rex dans la version originale.
En plus des novélisations de plusieurs épisodes de The Clone Wars et Rebels, le capitaine Rex apparaît dans de nombreux romans, bandes dessinées, guides, jeux vidéo et figurines. Le personnage de Rex a généralement été bien reçu par les critiques et est considéré comme l'un des personnages les plus appréciés de la saga.

## Univers
L'univers de Star Wars se déroule dans une galaxie qui est le théâtre d'affrontements entre les chevaliers Jedi et les Seigneurs noirs des Sith, personnes sensibles à la Force, un champ énergétique mystérieux leur procurant des pouvoirs psychiques. Les Jedi maîtrisent le côté lumineux de la Force, pouvoir bénéfique et défensif, pour maintenir la paix dans la galaxie. Les Sith utilisent le côté obscur, pouvoir nuisible et destructeur, pour leurs usages personnels et pour dominer la galaxie.
Pour amener la paix, une République galactique a été fondée avec pour capitale la planète Coruscant. Cependant, certains membres de la République pensent que celle-ci est corrompue. Afin de prendre le contrôle de la galaxie, ils se font nommer les Séparatistes et dirigent une armée droïde. Pour contrer les plans de domination des Séparatistes, la République se dote quant à elle d'une armée de soldats clones dirigée par les Jedi. Les deux armées s'affrontent pour la première fois durant la bataille de Géonosis en 22 av. BY,. À la suite de cette bataille, la Guerre des clones débute avec pour enjeux la paix ou la prise du pouvoir.

## Biographie

### Origines
Comme ses frères clones, CT-7567, rapidement appelé Rex, naît sur la planète Kamino. Il est formé au combat et sa croissance est accélérée pour qu'il grandisse deux fois plus vite qu'un être humain normal.

### Guerre des clones

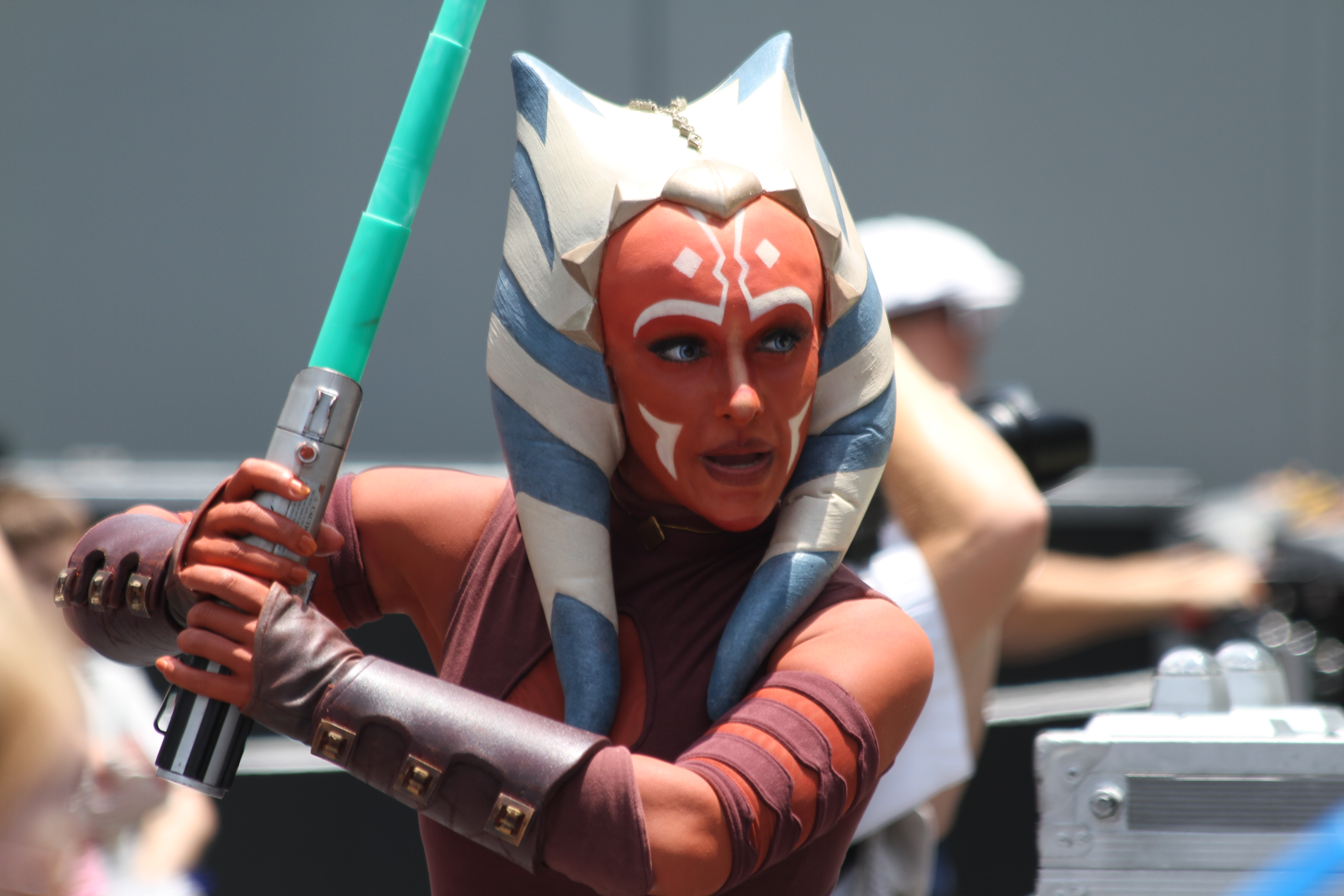
Cosplay d'Ahsoka Tano.

Après le début de la Guerre des clones, le capitaine Rex a treize ans, même s'il est physiquement et mentalement âgé de vingt-six ans. Sous le commandement du général Anakin Skywalker et de sa padawan Ahsoka Tano, il est envoyé dans la Bordure extérieure où il dirige la compagnie Torrent, membre de la 501e légion.
La 501e légion est temporairement dirigée par le général Jedi Pong Krell. Face à l'endurcissement de Krell dans la manière dont il traite les clones et son refus de les considérer en tant qu'êtres humains au lieu de simples unités numérotées, Rex est partagé entre son devoir de suivre les ordres de Krell et sa responsabilité de protéger ses hommes. Malgré un mécontentement croissant dans les rangs et les appels à la dissidence de Fives, un frère clone, Rex ne défie pas ouvertement Krell,,. Cependant, Rex soutient une mission dirigée par Fives et expressément interdite par Krell, mais qui sauve de nombreuses vies. Après que les ordres de Krell mènent la 501e légion et un autre bataillon à s'attaquer mutuellement sans le savoir, Rex conduit les troupes pour arrêter Krell, qui avoue saboter la République. Plus tard, Rex est également confronté à un complot concernant ses propres troupes. Fives découvre que la puce inhibitrice qui est implantée dans le cerveau de tous les soldats clones peut être utilisée à tout moment pour les retourner contre les Jedi. Il fait part de sa révélation à Rex avant qu'il ne soit tué.

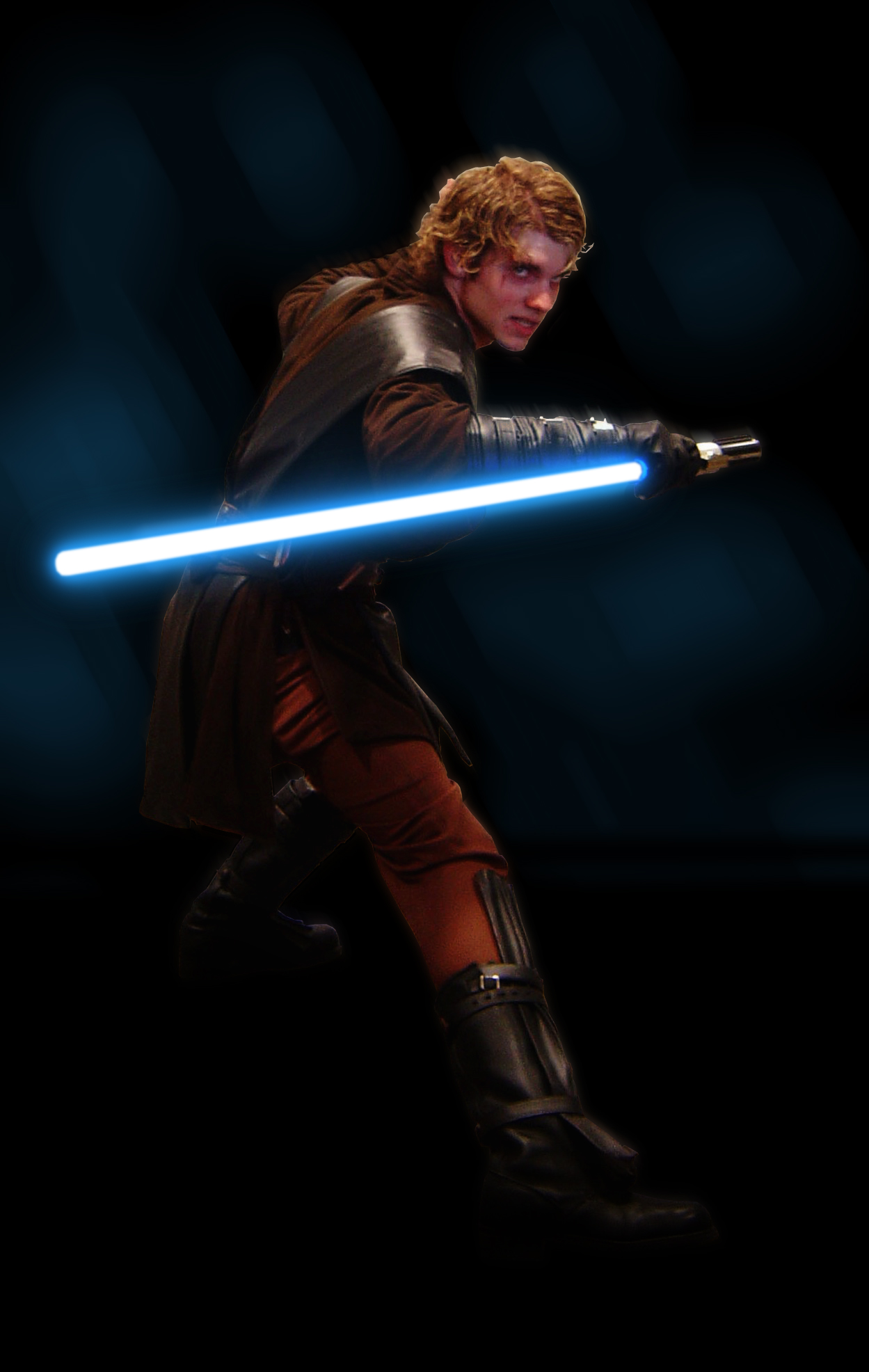
Cosplay d'Anakin Skywalker.

Avant de partir sur Coruscant pour sauver le chancelier Palpatine enlevé par le général Grievous,, Anakin laisse à Ahsoka la moitié de la 501, incluant le capitaine Rex, afin de continuer le combat sur Mandalore, une planète occupée par le Sith Dark Maul. Le chancelier Palpatine, qui se révèle être le seigneur Sith Dark Sidious, lance l'Ordre 66, une commande dévastatrice qui ordonne aux clones de se retourner contre les Jedi et les abattre.
C'est alors que les versions divergent. Dans le roman Ahsoka, l'Ordre permet à Maul de s'échapper. En conséquence, les clones sous les ordres d'Ahsoka se retournent contre elle, à l'exception de Rex qui avait déjà enlevé sa puce inhibitrice, l'implant cérébral qui contraint chaque clone à se conformer à l'Ordre 66,. Ahsoka et Rex parviennent à échapper aux clones mais ils doivent simuler leur mort. Ils mettent alors l'armure de Rex sur le corps d'un clone mort ayant la même apparence physique que Rex, et l'enterrent. Estimant qu'il était trop dangereux de rester ensemble, Rex et Ahsoka se séparent.
Tandis que dans la série animée The Clone Wars, Ahsoka et ses hommes ramènent Maul capturé vers Coruscant à bord d'un croiseur républicain lorsque l'Ordre 66 se déclenche. Rex essaie tant bien que mal d'y résister, mais n'arrive à révéler qu'une seule chose à Ahsoka, qu'elle doit "trouver Fives". Cela lui permet d'apprendre la véritable fonction de la puce inhibitrice. Elle libère Maul pour faire diversion pendant qu'elle enlève la puce de Rex. Mais Maul sabote définitivement le croiseur avant de s'enfuir à bord d'un transporteur convoité par Ahsoka. Poursuivi par les troupes de clones dirigées par Jesse dans le croiseur en perdition, Rex s'empare d'un chasseur Y-wing et sauve Ahsoka in extremis. Atterrissant sur la lune froide et gelée où s'est écrasé le croiseur, ils enterrent dignement leurs frères tombés, y compris Jesse et simulent leur mort (Ahsoka abandonne ses sabres laser dont un est retrouvé bien plus tard par Vador).
Un an après l'exécution de l'Ordre 66, la plupart des soldats clones ne sont plus en service et sont remplacés par les stormtroopers.

### Sous l'Empire
Rex retrouve le Bad Batch avec Omega et sans Crosshair. Il explique notamment à Echo qu'il s'en veut de ne pas avoir compris plus tôt l'avertissement de Fives au sujet de la puce inhibitrice, ce qui aurait pu changer les événements liés à l'Ordre 66. Rex leur apprend que malgré la puce, la majorité des clones ne supportent pas les nouvelles méthodes brutales de l'Empire ainsi que les mauvais traitements des impériaux à leur égard et de plus en plus de clones désertent en masse. Rex leur explique qu'il les recherche pour former un réseau de résistance. Le Bad Batch, qui préfère rester à l'écart, refuse. Plusieurs mois plus tard, Echo prend la décision de rejoindre Rex, quittant alors ses compagnons de la Clone Force 99. 

#### Guerre civile galactique

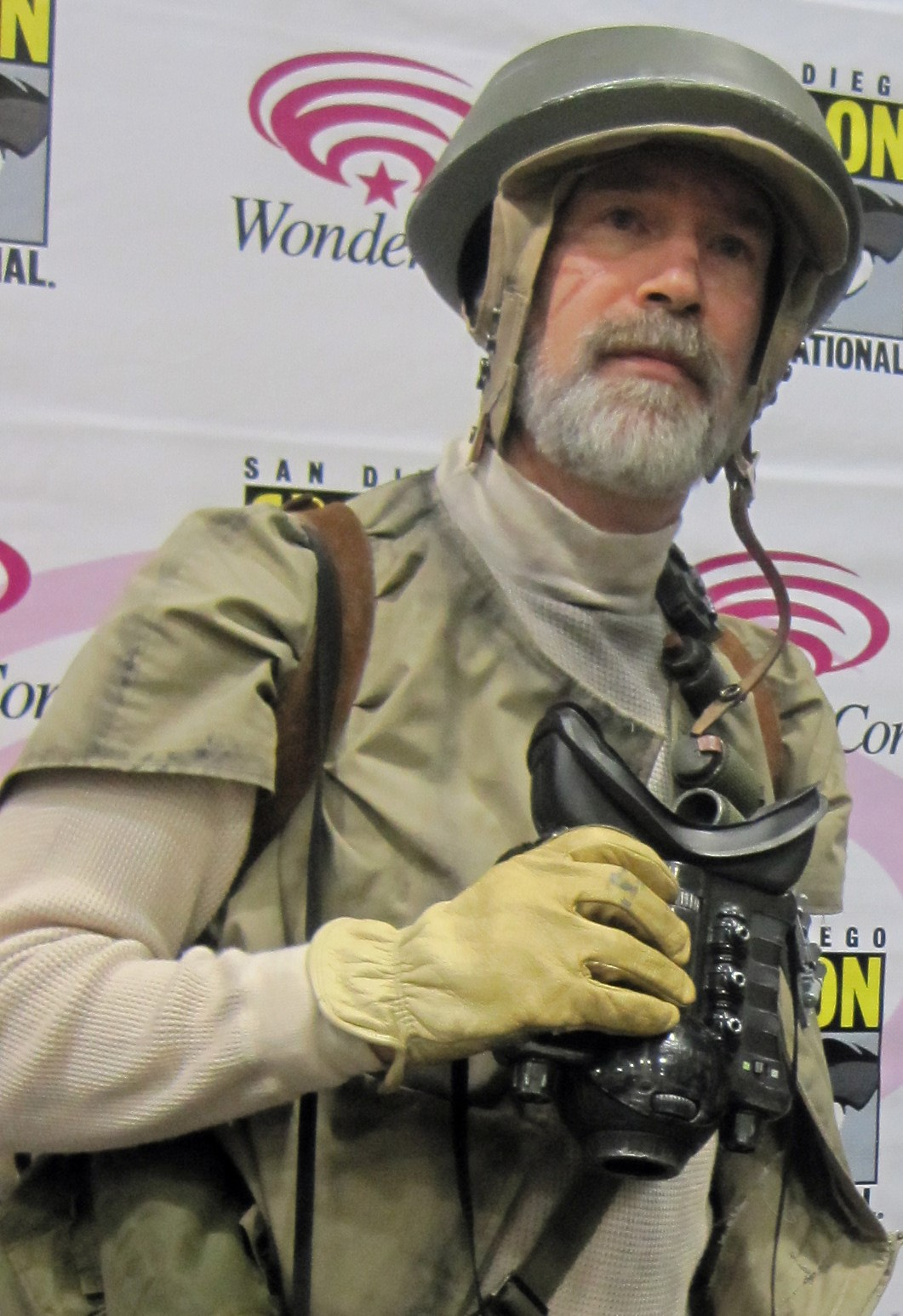
Cosplay de Rex alias Nik Sant lors de l'assaut sur Endor.

Quatorze ans après la fin de la Guerre des clones, alors que l'Empire galactique est désormais au pouvoir, Ahsoka Tano trouve une nouvelle cause à travers une jeune Alliance rebelle. Parallèlement, Rex vit en compagnie de deux autres clones, Wolffe et Gregor, rescapés à bord d'un vieux blindé de la guerre. Ahsoka envoie l'équipage du Ghost recruter son vieil ami,. Kanan Jarrus ne fait pas confiance à Rex ; pour lui, les clones sont entièrement responsables de la Grande purge Jedi,. Après une escarmouche contre l'Empire, il décide de rejoindre la Rébellion,. Lorsqu'il revient à bord du vaisseau rebelle, Rex et Ahsoka se retrouvent avec émotion après tant d'années. Rex souhaite se battre pour une dernière bataille qui pourrait, finalement, lui faire tourner la page sur la Guerre des clones. Il rejoint Ezra ainsi que l'équipage du Ghost et les aide contre l'Empire à de nombreuses reprises. Il participe avec eux à la Bataille finale contre Thrawn et son armée pour libérer Lothal, et survit ainsi que son camarade clone Wolffe, mais son autre camarade Gregor est malheureusement tué pendant la bataille.
En l'an 4 ap. BY, Rex participe à la bataille d'Endor et fait partie de l'équipage au sol mené par Han Solo. Au sein des forces rebelles, il réussit à détruire le générateur de bouclier et, ainsi, rendre vulnérable l'Étoile de la mort.

## Caractéristiques
Le capitaine Rex est un être humain physiquement identique aux autres soldats clones, dont les gènes ont été modifiés à partir de ceux du chasseur de primes Jango Fett. Ils possèdent tous les mêmes capacités d'endurance et de réflexion, et ne connaissent pas la peur. Cependant, le capitaine Rex se distingue par son crâne rasé.
Comme tous les soldats de la 501e légion, il porte un casque et une armure personnalisés par des marques bleues. À partir de la quatrième saison de Star Wars: The Clone Wars, Rex inscrit le nombre de personnes qu'il a tué sur son casque ; le réalisateur Dave Filoni dit à ce sujet que le capitaine Rex « devient une sorte de légende » en étant « un survivant à long terme de la Guerre des clones »,. La conception de ce nouveau casque repose sur des éléments provenant du même style de casques que portaient les clones dans les épisodes II et III de la prélogie sortie au cinéma,. Rex garde la même visière en forme de « T »,. Dave Filoni a développé une trame de fond autour de son apparence qui reste presque inchangée, en expliquant que Rex garde de son unicité en « essayant de porter la même armure »,. Il ajoute que ce casque, qui est un « fatras de vieux matériel et de nouveau matériel », montre d'une certaine manière la méfiance de Rex à l'égard de la qualité de la nouvelle armure, mais aussi sa conviction selon laquelle « le savoir-faire est légèrement meilleur avec des trucs classiques »,. Dans la série Star Wars Rebels, qui se déroule quatorze ans après la fin de la Guerre des clones, Rex continue de porter la dernière version de l'armure. Il est plus trapu et son visage est recouvert d'une épaisse barbe blanche.
Capable de s'adapter rapidement à toute situation et toujours agressif au combat, le capitaine Rex reste un officier proche de ses hommes,. Ses décisions sont rationnelles, même s'il peut paraître rude et sévère,. Il exprime toujours son opinion, même au Jedi le plus gradé. Ce franc-parler en fait un soldat respecté et écouté, aussi bien par ses semblables que par les Jedi. Le capitaine Rex est aussi doué avec deux pistolets blaster DC-17,, ou un fusil blaster, qu'à mains nues. Pour se déplacer, il peut lui arriver d'utiliser son jet pack, une canonnière d'assaut, un RT-TT ou un BARC speeder.

## Interprétation

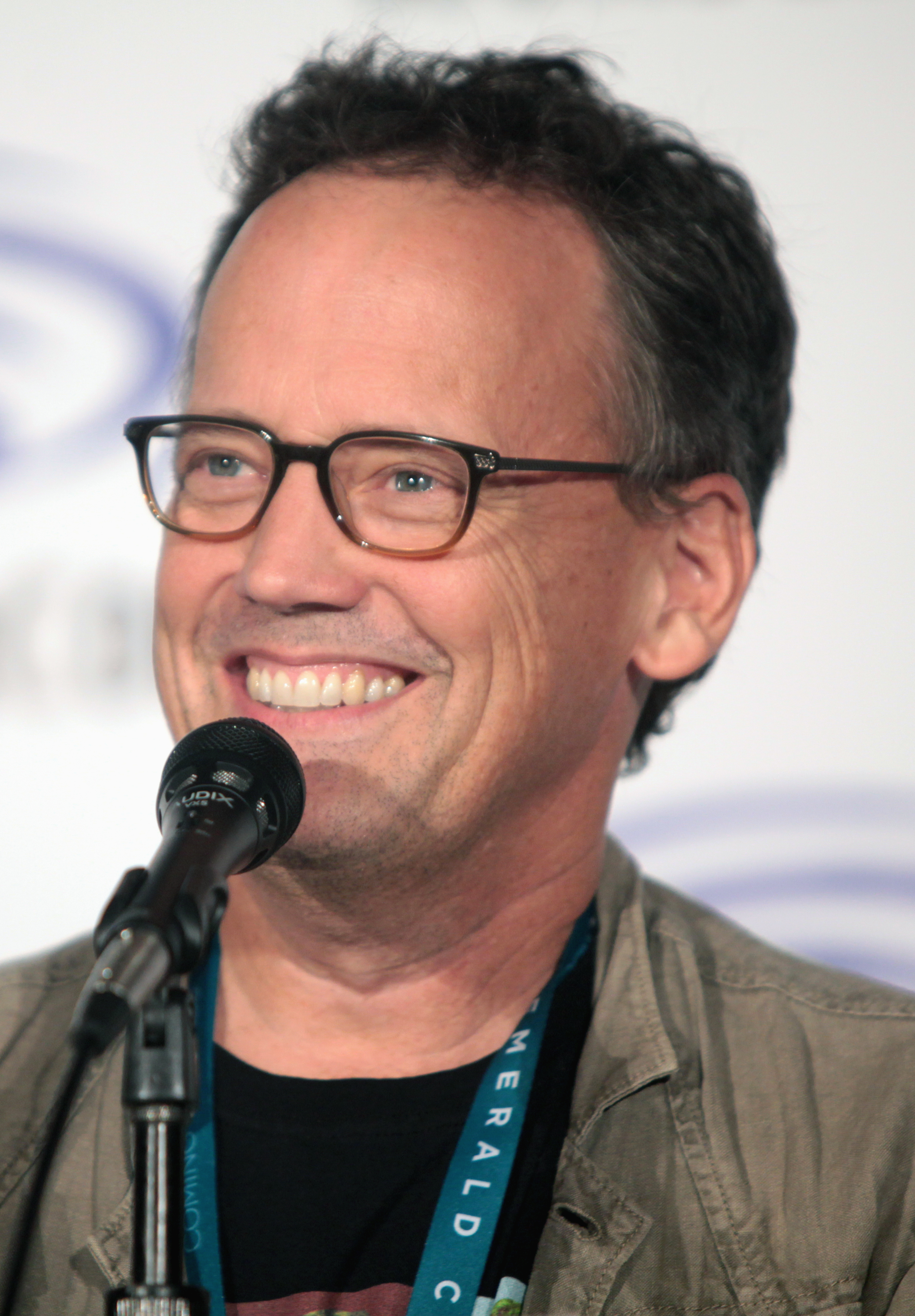
Dee Bradley Baker en 2016.

Depuis 2008, l'acteur américain Dee Bradley Baker prête sa voix à tous les soldats clones dans la version originale, y compris le capitaine Rex. Pour différencier les personnages, il examine les traits de personnalité de chaque clone, choisit un ou deux adjectifs pour les qualifier individuellement, et enregistre séparément les dialogues de chaque personnage. Pour faciliter l'enregistrement, Baker et le réalisateur Dave Filoni ont développé un « triangle du clone » qui classe les personnages selon leur personnalité,. Le capitaine Rex, caractérisé par le type de personnalité centrale à laquelle les autres clones aspirent, a été placé au centre. Les autres clones, dont certains traits dépassent ceux que possèdent Rex, ont été placés sur les segments du triangle,.
Dans la version française, le capitaine Rex est doublé par Serge Biavan jusqu'à la 4e saison de The Clone Wars, puis par Gilles Morvan dans les saisons 5 et 6. Serge Biavan le retrouve ensuite pour la série Rebels et pour la saison finale de The Clone Wars.

## Création du personnage

### Développement
Lors du développement initial du film Star Wars: The Clone Wars, Alpha-17, qui apparaît dans la série de bandes dessinées Star Wars: Republic, a été choisi pour être le soldat clone principal dans l'intrigue. Cependant, étant donné qu'Anakin Skywalker, Ahsoka Tano et Artoo (R2, en anglais) étaient également des personnages principaux, George Lucas, le créateur de Star Wars, trouvait que le nom de « Alpha-17 » créait trop d'assonance avec les autres personnages. Il décida donc de créer un nouveau personnage qu'il nomma le capitaine Rex. Auparavant, le capitaine Rex était seulement le droïde pilote de type RX-24 de Star Tours, la nouvelle recrue toujours susceptible de se tromper,,, qui a remplacé le concept initial de l'attraction qui prévoyait un vétéran imprévisible de la Guerre des clones qui aurait eu le goût du risque.

### Écriture
Dave Filoni décida de faire réapparaître le capitaine Rex dans la deuxième saison de Star Wars Rebels. Le superviseur de la réalisation avait prévu ce retour depuis longtemps, attendant le bon moment pour l'introduire dans l'intrigue de cette série. Le producteur exécutif, Simon Kinberg, a réagi en disant que l'idée était « folle », qu'il « n'avait jamais vu quelque chose [comme ça] » auparavant. Il a déclaré avoir ressenti beaucoup d'énergie qui sortait de ce rebondissement. Dee Bradley Baker ajoute que le retour de Rex était inattendu.

## Adaptations

### Livres, romans et bandes dessinées
Le capitaine Rex apparaît dans de nombreux livres, romans et bandes dessinées tirés de la série d'animation Star Wars: The Clone Wars et sortis avant son annulation le 11 mars 2013 : Slaves of the Republic (2009), Day One (2010), Terror on the Twilight (2010), A Small Srappy War! (2012) et Speaking Silently (2013). Contrairement à la série, ces produits dérivés ne sont plus canoniques dans l'univers Star Wars. Seuls les produits sortis depuis 2014 sont eux considérés comme canon.
Le capitaine Rex apparaît dans de nombreux guides consacrés à The Clone Wars, Rebels ou à la saga entière. Il est aussi présent dans un comic strip intitulé Ocean Rescue et publié dans le douzième numéro britannique du Star Wars Rebels Magazine en décembre 2015. Rex apparaît également dans le roman intitulé Ahsoka et écrit par E. K. Johnston, paru le 11 octobre 2016 aux États-Unis. Il relate les événements du capitaine Rex et d'Ahsoka Tano depuis son départ de l'ordre Jedi dans The Clone Wars jusqu'à leurs premières apparitions dans Rebels,.

### Jeux vidéo
Dès le 11 novembre 2008, le capitaine Rex est un personnage jouable dans Star Wars: The Clone Wars - L'Alliance Jedi, un jeu vidéo d'action développé par LucasArts et basé sur le film et la série Star Wars: The Clone Wars,,. Un an plus tard, il est présent dans un nouveau jeu d'action, Star Wars: The Clone Wars - Les Héros de la République, développé par Krome Studios, qui se déroule durant la première saison de la série. De 2010 à 2014, Rex est dans Star Wars: Clone Wars Adventures, un jeu de rôle en ligne massivement multijoueur développé par Sony Online Entertainment,.
En 2011, il fait quelques apparitions dans le jeu d'action-aventure Lego Star Wars 3: The Clone Wars développé par Traveller's Tales. Le personnage du capitaine Rex retourne en 2016 dans l'univers de Lego grâce à un contenu téléchargeable consacré à la série Star Wars Rebels pour le jeu Lego Star Wars : Le Réveil de la Force. L'année suivante, il rejoint un jeu vidéo de rôle sur mobile, Star Wars : Les Héros de la galaxie, dans sa version de The Clone Wars. En 2018, Rex intègre un autre jeu de rôle sur mobile, Star Wars: Force Arena, dans sa version de Rebels.

### Figurines
En 2002, Hasbro produit la toute première figurine du capitaine Rex dans la collection sur l'attraction Star Tours. En 2008, Hasbro crée une deuxième figurine dans le cadre de la ligne de jouets de la série Star Wars: The Clone Wars,. La ligne de jouets consacrée à la série se termine en 2013. En 2009, Rex rejoint une nouvelle ligne de jouets, également par Hasbro, nommée Star Wars Transformers. La ligne mêle l'univers de Star Wars et de Transformers, où le capitaine Rex peut se transformer en RT-TT à la façon des Transformers.
Depuis 2016, Hasbro produit à nouveau des figurines centrées sur Rex d'après la série Star Wars Rebels,. Plusieurs figurines du capitaine Rex ont également été créées par Lego pour la collection Lego Star Wars depuis 2008,. Parallèlement, la société Funko produit trois figurines bobblehead sur Rex. La première, d'après The Clone Wars, sort en 2008 dans la collection Wacky Wobbler, tandis que la deuxième, d'après Rebels, sort en 2017 dans la collection Pop!. Un an plus tard, Funko commercialise une seconde figurine Pop! d'après The Clone Wars.

## Merchandising
Le capitaine Rex est choisi par Pilot Studio pour être, en 2010, le personnage mis en avant sur le packaging des produits dérivés de Star Wars. Anakin Skywalker est initialement sélectionné, mais après plusieurs discussions, le choix s'est porté sur Rex, « un personnage fort et courageux qui est clairement l'un des héros de The Clone Wars »,. Pilot Studio était jusqu'alors réticent à utiliser Rex, car son casque ne permettait pas à l'utilisateur d'avoir un contact visuel avec le personnage, un élément important dans le concept initial d'emballage du produit.

## Accueil
Bien que les fans plus âgés étaient impatients du retour du Grand Moff Tarkin et de Chewbacca, Dave Filoni note que les fans les plus jeunes semblent préférer des personnages tels que le capitaine Rex. Dee Bradley Baker est surpris que Rex a été bien reçu par le public, malgré le fait que les soldats clones ne soient pas assez différenciés dans les films.
The Star Wars Report lui donne la première place du top 10 des clones les plus cools de la série. Le site IGN classe le capitaine Rex comme le trente-sixième meilleur personnage de l'univers Star Wars, où il a été décrit comme ayant un « nom stupide » mais « qui déchire »,. Le personnage sait montrer sa capacité à évoluer et à s'adapter, notamment quand il a rencontré un soldat clone déserteur et qu'il est passé, à son égard, du mépris à la sympathie. Le même site estime que les retrouvailles entre Rex et Ahsoka dans Rebels furent un moment émouvant et, émotionnellement parlant, le point culminant de l'épisode Les Reliques de l'Ancienne République. Il a noté également que la réapparition de Rex et la confiance totale qu'Ahsoka a en lui soulève de nombreuses interrogations sur la vie de Rex entre The Clone Wars et Rebels.
Dee Bradley Baker, qui prête sa voix au personnage, est nommé en 2012 aux Annie Awards dans la catégorie de la meilleure performance vocale masculine dans une série télévisée,.

## Théorie de fans autour du personnage
Plusieurs théories de fans avancent que le lieutenant Nik Sant, le vieux soldat rebelle qui participe à l'assaut du bunker de la lune d'Endor mené par Han Solo, serait, en réalité, le capitaine Rex. Ce serait techniquement possible puisque Le Retour du Jedi se déroule entre sept et neuf ans après Rebels. Le réalisateur Dave Filoni pense que Rex est cet homme : « Je le pense vraiment. Sinon pourquoi y a-t-il un vieil homme barbu sur Endor ? Cela n'a aucun sens »,. Cependant, l'avis de Filoni ne prouve en rien que cette théorie est vraie, bien que ce show runner ait la liberté de changer ou non le canon de Star Wars. Finalement, lors de l'épisode final de Star Wars Rebels, le capitaine Rex est bien identifié comme étant l'homme barbu qui participe à l'assaut sur Endor.